# Proximaler Femurdefekt
Der Proximale Femurdefekt (englisch Proximal femoral focal deficiency, PFFD) ist eine seltene angeborene Fehlbildung des oberen Endes des Oberschenkelknochens (Femur). Sie tritt meistens einseitig auf. Die Ausprägung reicht von einer leichten Verkürzung bis zum völligen Fehlen des Femurs.

## Epidemiologie
Die Häufigkeit wird mit 2:100.000 angegeben.
Die Erkrankung ist häufig assoziiert mit weiteren Fehlbildungen, insbesondere mit Fibularer Hemimelie oder mit einer Aplasie der Kniescheibe (Patella), aber auch mit Knieinstabilität, einer Hypoplasie von Schienbein (Tibia) oder Wadenbein (Fibula) sowie Fußfehlbildungen.
Die Erkrankung ist angeboren, vermutlich aber nicht erblich. Für Thalidomid wurde nachgewiesen, dass bei Exposition der Mutter während der 5. oder 6. Schwangerschaftswoche dieser proximale Femurdefekt aufgetreten ist.

## Einteilung

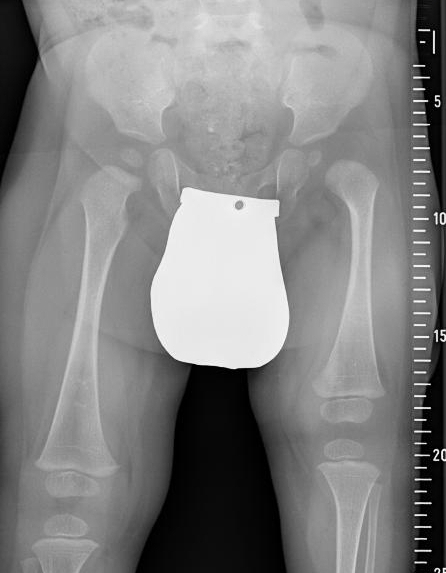
Proximaler Femurdefekt mit erheblicher Femurverkürzung links

Die älteste Einteilung nach George Aitken basiert auf ausschließlich radiologischen Kriterien und umfasst vier Typen:
- A  Knöcherne Verbindung zwischen Femurkopf und Schaft vorhanden
- B  Femurkopf vorhanden, aber ohne Verbindung zum Schaft
- C  Kein oder nur rudimentärer Femurkopf vorhanden
- D  Nur distaler Anteil des Femur vorhanden

Eine umfassendere Einteilung erfolgt nach Arthur Pappas in neun Klassen:
- I  Vollständig fehlendes Femur
- II Proximaler Femurdefekt + Läsion am Becken
- III Fehlende Verbindung zwischen Hüftkopf und Schaft
- IV mangelhafte (nur bindegewebige) Verbindung zwischen Hüftkopf und Schaft
- V Defekt in Schaftmitte mit Hypoplasie proximal oder distal
- VI Distaler Femurdefekt
- VII Hypoplastisches Femur mit Coxa vara und Sklerosierung
- VIII Hypoplastisches Femur mit Coxa valga
- IX Hypoplastisches Femur mit normalen Proportionen

Die Einteilungen haben keine therapeutische Relevanz.

## Diagnose
Leitsymptom ist die Beinverkürzung. Ausgeprägte Formen fallen gleich nach der Geburt auf; mildere Formen werden erst im Kleinkindalter erkannt.
Da im Röntgenbild nur die knöchernen Anlagen erkennbar sind, kann in den ersten Lebensjahren die Sonografie sinnvoll sein. Die Muskulatur ist regelrecht angelegt, kann aber hypoplastisch sein.
Abzugrenzen sind das Femoral-faziale Syndrom, bei welchem sich zusätzlich Gesichtsdysmorphien finden, sowie weitere komplexe Fehlbildungssyndrome wie das Fuhrmann-Syndrom.

## Behandlung

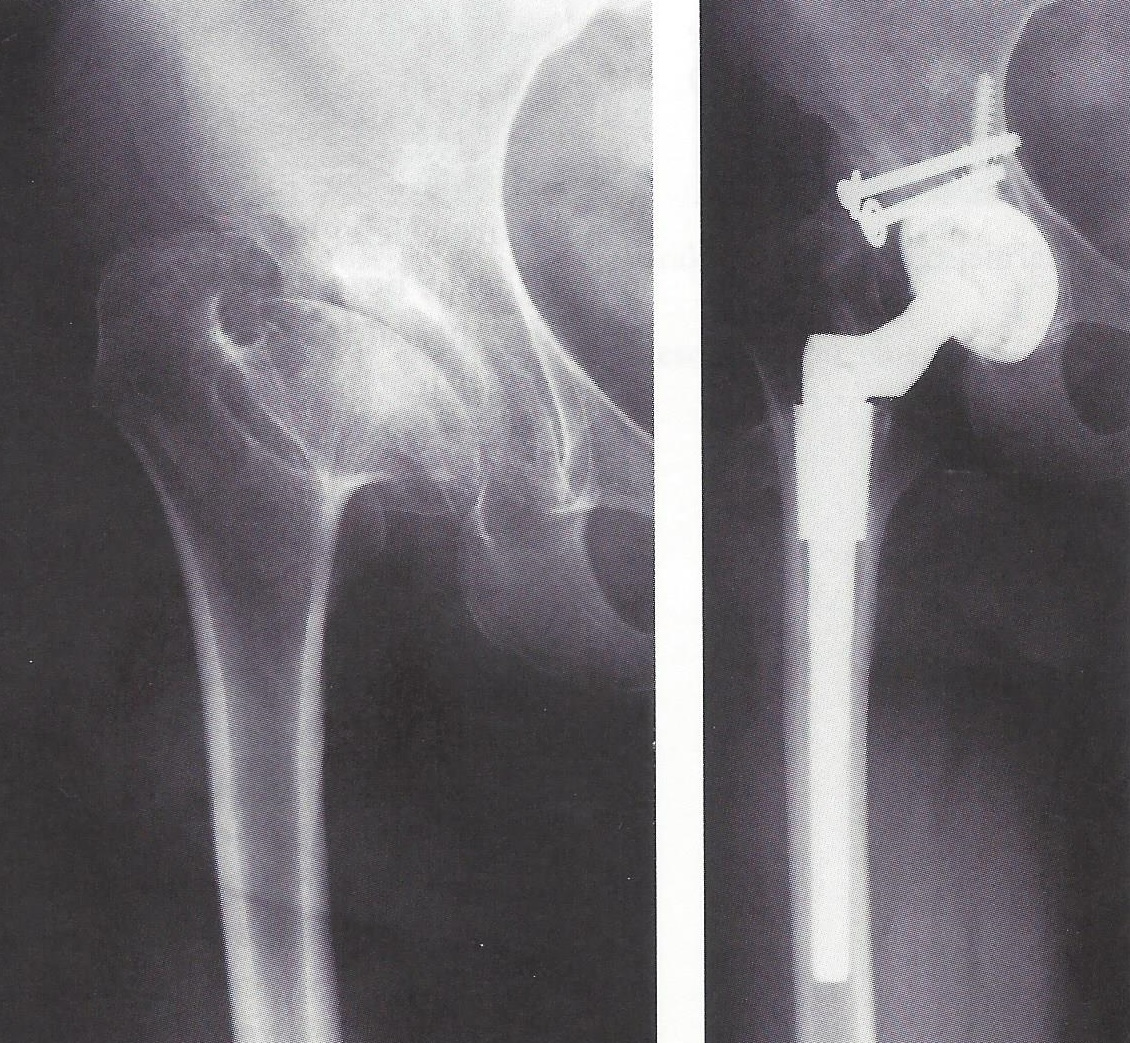
Hirtenstabdeformität, Endoprothese

Die Behandlung gestaltet sich zumeist langwierig und ist individuell auf den Patienten und die Ausprägung der Erkrankung abzustimmen. Schuherhöhungen, Orthesen und Prothesen können bei milden Ausprägungen genügen. In vielen Fällen sind abhängig vom Status des Femurkopfes und der Ausprägung der Kniebeteiligung auch Eingriffe zur Korrektur der Hüfte und Stabilisierung des Knies zu erwägen. Weiterhin kann eine Verlängerung des Femurs und/oder der Tibia in Betracht gezogen werden, wobei hier die seit den 1950er Jahren angewandte, von Gawriil Abramowitsch Ilisarow etablierte Methode des Ring-Fixateurs oder der vollimplantierbare intramedulläre Marknagel als Behandlungsmethoden zur Verfügung stehen. Letzterer wurde Anfang der 1990er Jahre von Rainer Baumgart und Augustin Betz entwickelt und seitdem vielfach erfolgreich in der Beinverlängerung eingesetzt.
Bei der sog. Hirtenstabdeformität kann dem herangewachsenen Patienten auch eine Endoprothese implantiert werden. Aufgrund der Seltenheit der Erkrankung und der Aufwendigkeit der Behandlung sollte diese in einem spezialisierten Zentrum erfolgen.